# Nuestro tiempo
Nuestro tiempo è un film del 2018 diretto da Carlos Reygadas.

## Trama
Il film racconta la vita di una famiglia dedita all'allevamento dei tori. Il ranch, situato in Messico, è gestito da Ester e Juan, poeta e proprietario del luogo. Sebbene i due siano sposati, hanno una relazione aperta, dove la moglie intrattiene rapporti sessuali con un americano arrivato da poco sul posto. Dal nulla, Juan comincia a sospettare che sua moglie non stia solo cercando di fare sesso con lo sconosciuto, scatenando così alcuni conflitti personali. Per cercare di mostrare la propria forza, Juan cerca di domare i tori, fallendo però miseramente, in maniera analoga ai risultati che sta ottenendo nella relazione con la propria compagna.

## Riconoscimenti
- 2018 - Mostra internazionale d'arte cinematografica
  - In competizione per il Leone d'oro al miglior film